# Avranches
Avranches é uma comuna francesa na região administrativa da Normandia, no departamento Mancha. Estende-se por uma área de 4,5 km². Em 2010 a comuna tinha 10 800 habitantes (densidade: 2 400 hab./km²).920 hab/km².
Numa altura em que a Normandia era ducado e estava a ser disputada entre a Inglaterra e a França, durante a guerra dos cem anos, o rei inglês criou o título conde de Avranches a um português, D. Álvaro Vaz de Almada, mais conhecido em Portugal por Abranches. Será anos mais tarde, quando o território estava definitivamente nas mãos dos franceses que o mesmo foi renovado, uma vez mais, nessa altura, pelo rei de França para o filho de D. Álvaro e de sua segunda mulher, neta do rei de Castela D. Henrique II, ao D. Fernando de Almada.